# T’aech’ŏn
T’aech’ŏn (kor. 태천군, T’aech’ŏn-gun) – powiat w Korei Północnej, w prowincji P’yŏngan Północny. W 2008 roku liczył 108 894 mieszkańców. Graniczy z powiatami Tae’gwan i Tongch’ang od północy, Unsan od północnego wschodu, Nyŏngbyŏn od południowego wschodu, Pakch’ŏn i Unjŏn od południa, Kusŏng od zachodu, a także z miastem Chŏngju od południowego zachodu. Przez powiat przebiega linia kolejowa Ch’ŏngnyŏn P’alwŏn z Kujangu do miasta Kusŏng (prowincja P’yŏngan Północny). 64% terytorium powiatu stanowią lasy.

## Historia
Przed wyzwoleniem Korei spod okupacji japońskiej powiat składał się z 9 miejscowości (kor. myŏn) oraz 82 wsi (kor. ri). W obecnej formie powstał w wyniku gruntownej reformy podziału administracyjnego w grudniu 1952 roku. W jego skład weszły wówczas tereny należące wcześniej do miejscowości T’aech’ŏn, Sŏsŏng, Sŏ, Nam, Tong, Wŏn, Jangnim i Kangsŏ. Powiat T’aech’ŏn składał się wówczas z jednego miasteczka (T’aech’ŏn-ŭp) i 25 wsi. W 1958 roku powiat powiększył się o wsie Kaehyŏk (wcześniej znajdowały się w powiecie Tae’gwan), Yangji i Ryongjŏn (poprzednio były w powiecie Tongch’ang). W listopadzie 1987 roku wsie Yangji, Ryongjŏn, P'ungnim połączyły się, tworząc wieś Ch'ŏngye, a w wyniku administracyjnej fuzji terenów wsi Kaehyŏk, Tŏkch’ŏn i Ŭndŏk powstała wieś Map'yŏng.

## Gospodarka
Lokalna gospodarka oparta jest na rolnictwie. Na terenie powiatu znajdują się uprawy kukurydzy, ryżu, tytoniu i różnego rodzaju warzyw. Powiat T’aech’ŏn jest regionalnym liderem pod względem wielkości zbiorów kukurydzy. Ponadto istotne dla lokalnej gospodarki jest jedwabnictwo i hodowla żywego inwentarza (zwłaszcza królików, bydła i świń), a także górnictwo (tereny powiatu kryją złoża złota i grafitu).

## Podział administracyjny powiatu
W skład powiatu wchodzą następujące jednostki administracyjne:
| Nazwa jednostki administracyjnej | Rodzaj jednostki administracyjnej | Hangul       | Hancha       |
| -------------------------------- | --------------------------------- | ------------ | ------------ |
| T’aech’ŏn-ŭp                     | miasteczko                        | 태천읍       | 泰川邑       |
| Paljŏn-rodongjagu                | dzielnica robotnicza              | 발전로동자구 | 發電勞動者區 |
| Songt'ae-ri                      | wieś                              | 송태리       | 松泰里       |
| Ryongsang-ri                     | wieś                              | 룡상리       | 龍祥里       |
| Raeha-ri                         | wieś                              | 래하리       | 來賀里       |
| Ullyong-ri                       | wieś                              | 운룡리       | 雲龍里       |
| Rimch'ŏn-ri                      | wieś                              | 림천리       | 林泉里       |
| Sinbong-ri                       | wieś                              | 신봉리       | 新峰里       |
| Tŏkhŭng-ri                       | wieś                              | 덕흥리       | 德興里       |
| Ŭnhŭng-ri                        | wieś                              | 은흥리       | 銀興里       |
| Songwŏn-ri                       | wieś                              | 송원리       | 松院里       |
| Singwang-ri                      | wieś                              | 신광리       | 新光里       |
| Anhŭng-ri                        | wieś                              | 안흥리       | 安興里       |
| Ch'wihŭng-ri                     | wieś                              | 취흥리       | 取興里       |
| Hwanhyŏn-ri                      | wieś                              | 환현리       | 還峴里       |
| Mahyŏn-ri                        | wieś                              | 마현리       | 馬峴里       |
| Chillam-ri                       | wieś                              | 진남리       | 鎭南里       |
| Ryonghŭng-ri                     | wieś                              | 룡흥리       | 龍興里       |
| Sangdan-ri                       | wieś                              | 상단리       | 上丹里       |
| Hakbong-ri                       | wieś                              | 학봉리       | 鶴峰里       |
| Hakdang-ri                       | wieś                              | 학당리       | 鶴塘里       |
| Tŏkhwa-ri                        | wieś                              | 덕화리       | 德化里       |
| Ch'ŏn'gye-ri                     | wieś                              | 천계리       | 天溪里       |